# Santa María la Mayor (Híxar)
Santa María la Mayor és una església a Híxar (Aragó) originalment d'estil gòtic-mudèjar amb nau única d'un tram coberta amb volta de creueria i absis poligonal amb contraforts exteriors. La construcció va començar al segle xiv, encara que va sofrir reformes tant al segle xvi com al segle xviii. És llistada com bé d'interés cultural des de 2001.
Les reformes renaixentistes van consistir en l'ampliació d'un tram en la nau, la construcció de diverses capelles laterals i la substitució de les cobertes. Les barroques van consistir en la transformació de les capelles laterals en petites naus, a les quals es van adossar noves capelles i la construcció de la façana occidental i la torre.
La fàbrica és de maó i exteriorment ve decorada en la part superior dels murs amb una franja de motius romboïdals emmarcada per frisos d'esquinillas, sobre les quals s'alça el ràfec subjecte per permòdols en volada.
Va ser tancada per raons de securetat al novembre de 2007. Després d'uns projectes no executades, finalment va ser restaurada de 2014 a 2015, segons un projecte de l'arquitecta Alicia Torres. Va ser reinaugurada el 29 de març de 2015.